# Maison de Saint-Paul
La « Maison de Saint-Paul » est une maison de style baroque située au n° 111 de la rue du Marché aux Herbes à Bruxelles, à quelques dizaines de mètres de la Grand-Place.

## Historique
Cette maison baroque a été édifiée en 1696 comme l'atteste le cartouche « Anno 1696 » ornant sa façade, mais le rez-de-chaussée commercial date de 1906,.

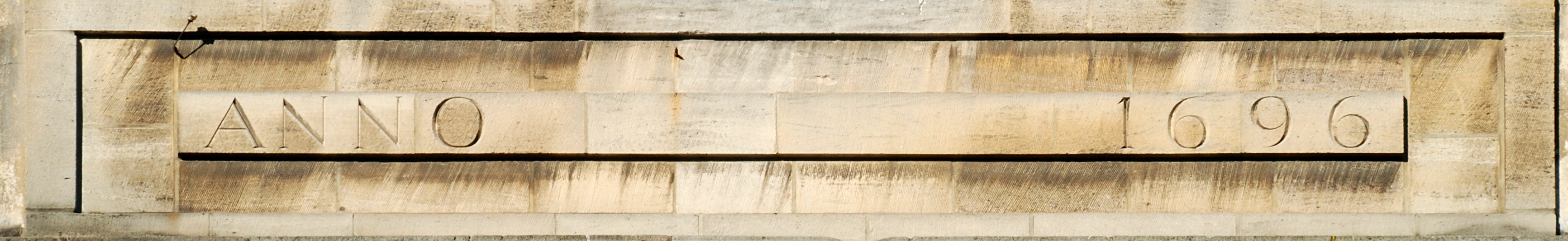
Le cartouche « Anno 1696 ».

## Statut patrimonial
Les maisons de la rue du Marché aux Herbes 87 à 111, dont la Maison de Saint-Paul, font l'objet depuis le 20 septembre 2001 d'un classement comme « ensemble de maisons traditionnelles » sous la référence 2043-0544/0,.

## Architecture
La Maison de Saint-Paul possède une étroite façade baroque de trois niveaux et de deux travées, constituée d'un rez-de-chaussée commercial datant de 1906, de deux étages et d'un pignon baroque,.
Au-dessus du premier étage, percé de deux hautes fenêtres rectangulaires, prend place le deuxième étage dont les fenêtres, un peu moins hautes, possèdent des allèges panneautées et sont surmontées d'un large cartouche portant la mention « Anno 1696 »,.
La façade est couronnée par un pignon baroque à registre unique percé d'une haute fenêtre rectangulaire et de deux petits oculi. Le pignon est flanqué de deux vases en pierre et est surmonté d'un entablement portant un fronton courbe sommé d'une boule de pierre,.

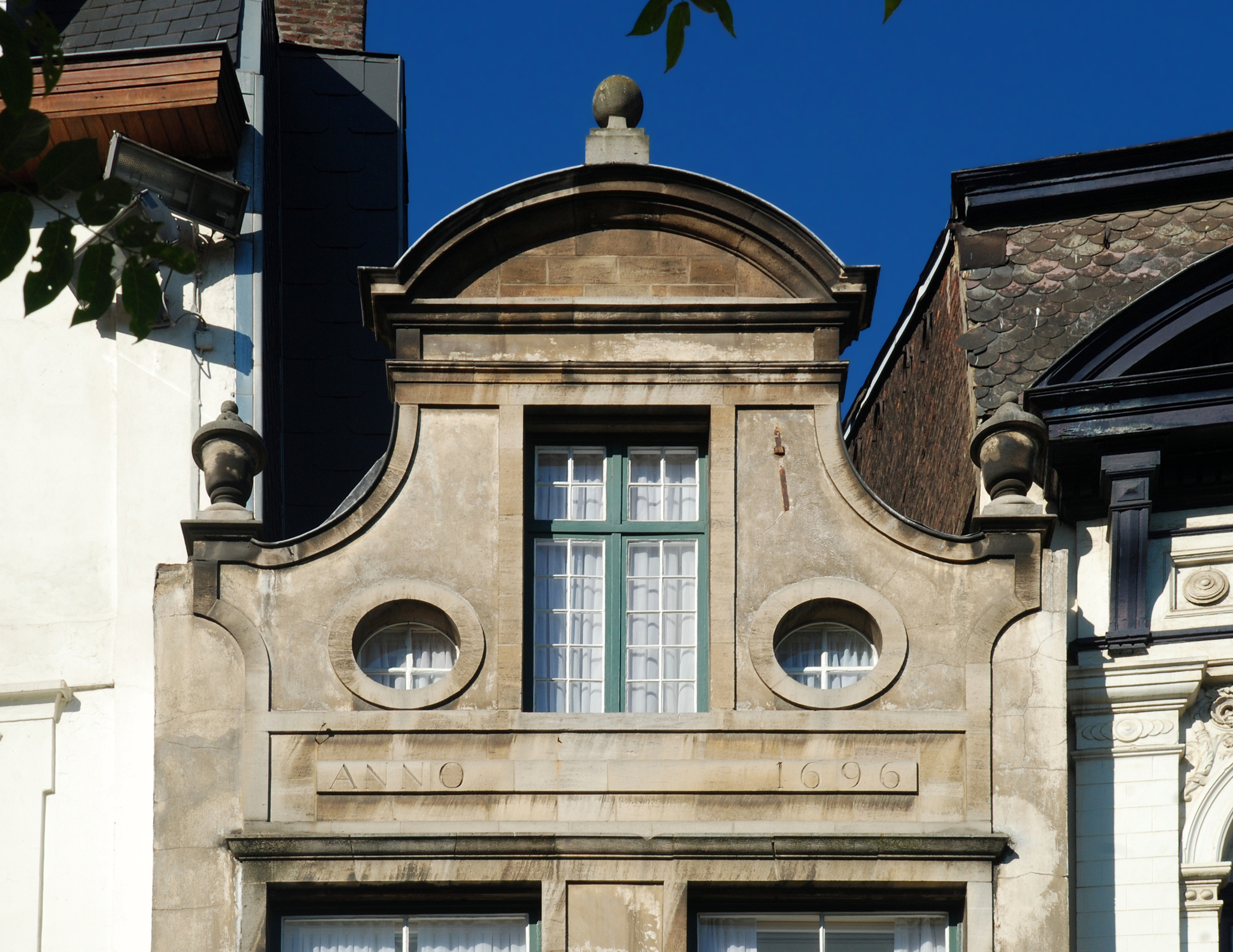
Le pignon baroque.

## Accessibilité
| ___ | Ce site est desservi par la station de métro : Gare Centrale. |